# Vasicin
Vasicin (Synonym: Peganin) ist eine chemische Verbindung, die zu den Heterocyclen zählt und sich vom Chinazolin ableitet. Vasicin zählt zur Gruppe der Chinazolin-Alkaloide.
Die Namensherkunft wird auf das Vorkommen im Indischen Lungenkraut (Justicia adhatoda L., Synonym: Adhatoda vasica Nees, auch Vasica genannt) zurückgeführt.

## Vorkommen

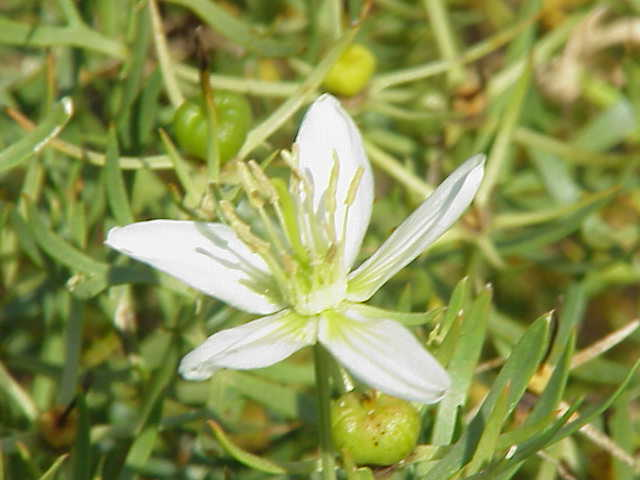
Steppenraute (Peganum harmala)

(–)-(R)-Vasicin konnte aus Steppenraute (Peganum harmala), Linaria-Arten und der Geißraute (Galega officinalis) isoliert werden. Es kommt häufig mit den Begleitalkaloiden Vasicinon und Desoxyvasicinon vor.
Das Racemat kommt in Anisotes sessiliflorus ebenfalls natürlich vor.

## Biosynthese
Es scheint gesichert, dass einer der biosynthetischen Bausteine von Vasicin und den strukturverwandten Alkaloiden Anthranilsäure ist. Der oder die weiteren Ausgangsstoffe sind unbekannt.

## Eigenschaften
Vasicin racemisiert leicht in saurer Lösung und beim Erhitzen.

## Wirkung
Bereits in der indischen Volksmedizin wurden Phytopräparate mit Vasicin als Expektorantien und Sekretolytika verwendet.
Vasicin ist ein Stimulanz der Atmung und wirkt bronchodilatatorisch. Für die pharmakologische Entwicklung sekretolytisch wirksamer Substanzen wie Ambroxol oder Bromhexin diente es als Leitstruktur.

## Externe Links zu erwähnten Verbindungen
1. ↑  Externe Identifikatoren von bzw. Datenbank-Links zu (−)-Vasicin:  CAS-Nr.: 6159-55-3, EG-Nr.: 228-180-8, ECHA-InfoCard: 100.025.619, PubChem: 667496, ChemSpider: 580873, Wikidata: Q27264469.
2. ↑  Externe Identifikatoren von bzw. Datenbank-Links zu (+)-Vasicin:  CAS-Nr.: 18549-38-7, PubChem: 442929, ChemSpider: 391232, Wikidata: Q27107634.